# Drenovci
Drenovci, študentska skupina planincev pred 1. svetovno vojno, ki je delovala izven okvirov SPD in si je prizadevala osvajati slovenske gore pred tujimi pristopniki. Bistveno so pripomogli k razvoju slovenske zimske alpinistike, alpskega turnega smučanja in jamarstva.
Dren je bilo prvo slovensko organizirano alpinistično društvo. Ustanovljeno je bilo v Ljubljani. Njegovi najpomembnejši člani so bili Rudolf Badjura, fotografa Bogumil Brinšek in Ivan Tavčar, profesor Josip Cerk, geograf in naravoslovec Pavel Kunaver in njegov brat Josip Kunaver, ki so bili obenem tudi začetniki slovenskega modernega alpinizma. Eno najvidnejših dejanj »drenovcev« je bila 1911 preplezana severna stena Triglava po Slovenski smeri v navezi Pavel Kunaver, Ivan Kovač in Ivan Michler. Poleg alpinizma pa so se »drenovci« ukvarjali tudi z jamarstvom in fotografijo.

## Zgodovina
Študentska skupina Dren se je osnovala leta 1908 in je delovala zunaj okvirjev Slovenskega planinskega društva in brez pomoči gorskih vodnikov. Druženje sta organizirala Bogumil Brinšek in Rudolf Badjura, ki sta se družila že leta 1906. Skupina je organizirala poletne in zimske izlete v Kamniške planine, ukvarjali pa so se tudi z alpinizmom,smučanjem ter fotografijo in preučevanjem kraškega sveta in pojavov. Badjura je v Smučarju navedel kot začetek delovanja skupine leto 1907. Družba je imela okoli 14 članov, večinoma so bili izobraženci iz Ljubljane: Rudolf Badjura, Bogumil Brinšek, Josip Cerk, Albin Hrovatin, Ivan Kovač, Jože Kunaver, Pavel Kunaver, Ivan Michler, Stanko Ribnikar, Ivan Tavčar, Srečko Vizjak in Wenig. Z osvajanjem slovenskih gora so želeli preprečiti ponemčenje imen gora. Poleg narodne težnje pa so želeli na gore pristopati brez gorskih vodnikov in večinoma brez plezalnih pripomočkov. Na takšen način so izvedli pomembne vzpone v Savinjskih in Julijskih Alpah.
Leta 1911 so preplezali Slovensko smer v severni steni Triglava. Opravili to tudi nekaj zimskih vzponov, ki takrat niso bili v navadi. Prvi organizator drenovske zimske ture je bil Brinšek, povzpeli so se na Kompotelo, vzpeli pa so se tudi na Kamniško sedlo, Sv. Ahaca, Grintovec. Bogumil Brinšek je skrbel za fotografije, ki so bile pogosto objavljene, Josip Cerk pa je drenovce usmerjal predvsem v raziskovanje kraškega sveta. Drenovci so tako postali predhodniki leta 1910 ustanovljenega Društva za raziskovanje kraških jam.
Leta 1905 so hojo s krpljami nadomestili s smučmi, ki jih je v Ljubljano prinesel Jože Kunaver, z njimi so se nato spuščali z Rožnika, uporabljala pa sta jih tudi Ivan Tavčar in Pavel Kunaver. Badjura in Kunaver pa sta leta 1910 osvojila vrh Krvavca in Velikega Zvoha. Brinšek ju je spremljal z derezami in krpljami, da je lažje fotografiral. Ohranila pa se zgodba o spustu v dolino: "Za pot nazaj so stavili, kdo bo hitreje prišel v Kriški dol, s smučmi ali peš. Prvi je prišel Brinšek, ki se je spustil kar sede na svoji pelerini." Tura pa velja za prelomno v zgodovini slovenskega smučanja in alpinizma.